# 耶律朮烈
耶律朮烈（？—1123年），是耶律雅里政權皇帝，遼聖宗耶律隆緒的兒子燕國王耶律吳哥的玄孫，耶律敵烈的弟弟，遼朝保大三年（1123年）四月，从金兵势力下，与耶律大石护送天祚帝的次子耶律雅里至沙岭（今沽源县丰源店乡附近）。五月，天祚帝決意逃往西夏避難，耶律敵烈等人夜間劫持耶律雅里奔往西北部，三日後擁立耶律雅里为皇帝，改元神曆，耶律雅里政權建立。十月，耶律雅里病逝，耶律朮烈继位。十一月，耶律朮烈被部下所杀，在位僅20餘日。